# ユーリコ・ダシルヴァ
ユーリコ・ダシルヴァ（Eurico Rosa da Silva、1975年6月29日 - ）は、カナダを拠点に活動していた元騎手。ブラジルサンパウロ州出身。

## 来歴
サンパウロにあるブリという町で生まれ、テレビに映った競馬を見て騎手を志した。
クォーターホースのレースに乗るため12歳で家を出た。16歳になるとサンパウロにある競馬学校を受験。70人中合格は僅か6名という狭き門を突破し同期で唯一騎手として正式デビューした。
正式デビュー後は騎乗依頼が激減するが、気性難で乗り役の見つからない馬騎乗依頼を快諾。フランスボーストというその馬とのコンビで勝ち上がると、ブラジルのダービーに挑むまで出世。結果、ブラジルのダービーといわれるダービーパウリスタ大賞に勝利しブラジルでの地位を不動のものにした。
その後、マカオで騎乗後、2004年にカナダ・ウッドバイン競馬場にベースを移す。
2008年には年間100勝を突破すると、翌2009年にはカナダのダービーにあたるクイーンズプレートを勝利。さらに翌2010年はクイーンズプレート連覇など190勝を挙げて初のリーディングを獲得。以降、毎年リーディング争いを演じ、2013年には国際G1のノーザンダンサーターフステークスやアメリカのGIであるアルシバイアディーズステークスに勝つなど2度目のリーディングを獲得。
2015年、2016年には2年連続して200勝以上を挙げリーディングを獲得。特に2016年は2位のルイス・コントレラス騎手に62勝もの大差をつけての快挙だった
2019年、189勝を挙げ6度目のリーディングを獲得したシーズン終了後に引退を表明した。最終騎乗は地元ウッドバインの最終開催日である12月15日。通算勝ち数は2286勝でカナダの競馬表彰に当たるソヴリン賞は合計7度獲得した。
引退後に多大な貢献が評価され2022年にカナダ競馬殿堂に選出された。

## 日本での騎乗
日本での初騎乗は、前年のブリーダーズステークス勝ち馬でもあるアップウィズザバーズ号で参戦した2014年のジャパンカップで16着に終わる。
2017年、札幌競馬場で開催された第3回ワールドオールスタージョッキーズ（以下WASJ）に参戦。WASJ本戦では最終4レース目で日本競馬初勝利をあげ、逆転で個人戦王者に輝いた。
なお、参加した理由として武豊と一緒に乗れることを条件に招待を受諾したことを本人が述べている。

## その他
賞金の一部は引退した馬の余生のために寄附を行っている。この活動のきっかけとなったのは過去騎乗していた若駒が重傷を負った際、命を救ってくれた女性獣医師との出来事が理由であるが、この獣医師は現在の妻である。
引退後の2020年に自伝を発表している。

## 主な勝ち鞍

### 北米
- ノーザンダンサーターフステークス（2013年Forte Dei Marmi）
- カナディアンインターナショナルステークス（2017年Bullards Alley）
- ウッドバインマイル（2019年El Tormenta）
- アルシバイアディーズステークス（2013年My Conquestadory）
- クイーンズプレート（2009年Eye of the Leopard、2010年Big Red Mike）
- ブリーダーズステークス（2013年Up With the Birds）
- ウッドバインオークス（2016年Neshama、2018年Dixie Moon）
- ワンダーウェアステークス（2013年Smartyfly）
- サマーステークス（2013年My Conquestadory）
- ハイランダーステークス（2012年Smokey Fire、2014年Something Extra、2016年Passion for Action）

### その他
- ダービーパウリスタ大賞（1994年Franz Post）